# Aralimaradahalli, Madhugiri
Aralimaradahalli là một làng thuộc tehsil Madhugiri, huyện Tumkur, bang Karnataka, Ấn Độ.